# Fimetariella microsperma
Fimetariella microsperma är en svampart som beskrevs av J.C. Krug & J.H. Mirza 1995. Fimetariella microsperma ingår i släktet Fimetariella och familjen Lasiosphaeriaceae.  Arten är reproducerande i Sverige. Inga underarter finns listade i Catalogue of Life.